# Federats
Els federats (foederati) eren, en els primers temps de la història de l'antiga República Romana, qualsevol tribu que hagués subscrit a un tractat (foedus), que no era ni colònia romana ni se li havia concedit la ciutadania romana (civitas), però de la que s'esperava que proporcionés un contingent de soldats quan hi hagués problemes. Es considerava als latini aliats de sang dels romans, però la resta eren federats o socii.
Procedeix doncs de la paraula llatina foedus, que designa a un tractat solemne i vinculant d'assistència mútua a perpetuïtat entre Roma i una altra nació. Al seu torn, la paraula ha passat a les llengües romanços actuals, en les veus federació i els seus derivats, com per exemple «federalisme».

## Roma antiga
Durant la República Romana, les friccions originades per les obligacions subjacents a aquests tractats sense els corresponents beneficis de ciudadaníad van conduir a una guerra social entre els romans, amb pocs aliats propers, i aquests socii desafectes.
Una llei de l'any 90 aC, Julia de civitate italis, va oferir la ciutadania romana als estats federats que acceptessin les condicions. No totes les ciutats (per exemple, Heraclea i Nàpols) estaven preparades per incorporar-se a la república romana en qualitat de ciutadans. Més enllà d'Itàlia romanien molts altres federats, entre els que podem destacar: Gades (Cadis) o Èbusus (Eivissa (municipi)) a Espanya i Massalia (Marsella) a França.

## Imperi Romà
Posteriorment, ja en la plenitud de l'Imperi Romà, a partir del segle iii, el terme foederati es va estendre pel costum romà de subvencionar les tribus bàrbares -que incloïen als attacotti, francs, vàndals, alans, i els més coneguts, els visigots- a canvi de proporcionar soldats per lluitar en l'exèrcit romà. Així, per exemple, Alaric I va començar la seva carrera liderant una banda de federats gots.
Al principi, el subsidi romà es concedia en forma de diners o d'aliments, però quan els ingressos per impostos van disminuir en els segles iv i v, els federats dels pobles germànics van ser situats en hisendes locals, la qual cosa va acabar sent el mateix que establir-se en territori romà. Amb el temps, els grans terratinents locals que vivien en províncies frontereres distants (marques), en villae extenses i pràcticament autosuficients, van veure la seva lleialtat al poder central compromesa en aquestes situacions. Llavors, quan les lleialtats van començar a fraccionar-se i tornar més locals, l'Imperi va començar a esmicolar-se en territoris cada vegada més petits.
En el 376 els visigots van sol·licitar a l'emperador Valent instal·lar-se a la zona meridional del riu Danubi, i van ser acceptats en l'imperi com a federats. Dos anys més tard els visigots es van rebel·lar i van derrotar els romans en la batalla d'Adrianòpolis. L'elevada pèrdua de mà d'obra militar va forçar l'Imperi Romà a confiar més en els federats. A la mort de l'emperador Teodosi I el Gran en 395 tingué lloc la divisió nominal de l'Imperi Romà. Al segle v, la força militar romana es basava gairebé totalment en unitats de federats. El 451, l'hun Àtila només va poder ser derrotat amb l'ajuda dels federats (que incloïen visigots i alans). L'ostrogot Teodoric el Gran fou nomenat comandant de les forces romanes orientals, mentre que el seu poble es va convertir en federat de l'exèrcit romà amb la condició de defensar la frontera del Danubi. El 475 va morir Teodemir i Teodoric fou proclamat rei. Els federats van donar el cop de gràcia al moribund Imperi Romà d'Occident el 476, quan el seu cabdill Odoacre va deposar-ne l'emperador, Ròmul Augústul.
Al segle vi, la relació entre els federats i la resta de l'exèrcit romà havia evolucionat. Els federats ja no hi servien com a forma de submissió, sinó com a iguals, i rebien el mateix sou i el mateix entrenament que els soldats romans.